# Parafia Przemienienia Pańskiego w Chojniku
Parafia Przemienienia Pańskiego w Chojniku – parafia rzymskokatolicka w diecezji elbląskiej. Erygowana 25 stycznia 1972 przez administratora warmińskiego Józefa Drzazgę.
Na obszarze parafii leżą miejscowości: Chojnik, Sambród, Karczemka, Kamionka, Rolnowo, Sarna, Tulno, Zalesie, Zduny. Tereny te znajdują się w gminie Morąg i gminie Małdyty, w powiecie ostródzkim w województwie warmińsko-mazurskim. 
Kościół parafialny w Chojniku pw. Przemienienia Pańskiego i Matki Bożej Anielskiej został wybudowany w pierwszej połowie XVIII wieku.